# Portugal en la Copa Mundial de Fútbol de 2006
La selección de Portugal fue uno de los 32 países participantes de la Copa Mundial de Fútbol de 2006, realizada en Alemania.
Portugal fue uno de los primeros equipos en clasificar al Mundial. A pesar de llegar a las finales de la Eurocopa 2004, su decepcionante participación en la Copa Mundial de Fútbol de 2002 donde no pasó a segunda ronda, generaba aprehensiones. Para los jugadores de la Generación Dorada liderados por Luís Figo, Alemania 2006 sería no sólo su despedida de la selección nacional, sino también su oportunidad de tomar revancha tras el fracaso de 2002. A los jugadores más veteranos se sumaban futbolistas jóvenes de gran nivel, como Cristiano Ronaldo.
Liderados por el entrenador Luiz Felipe Scolari que en 2002 había llevado a Brasil a obtener su quinto título mundial, Portugal participó en el Copa Mundial de Fútbol de 2006/Grupo D  junto a México, Angola e Irán. Portugal clasificó fácilmente a segunda ronda, ganando sus tres encuentros.
En octavos de final, los portugueses se enfrentaron a los Países Bajos en un polémico e intenso encuentro, que se inició con un temprano gol de Maniche. Los neerlandeses trataron de revertir el marcador, pero la presión ejercida entre los equipos comenzó a convertirse en violencia. El partido registró el mayor número de amonestaciones en la historia de la Copa del Mundo, con 16 tarjetas amarillas y 4 expulsiones (dos por cada equipo).
Portugal enfrentó en cuartos de final a Inglaterra. Aunque Inglaterra sufrió la expulsión de Wayne Rooney y la lesión de su capitán David Beckham, Portugal no podía derrotar la férrea defensa inglesa. Luego de 120 minutos de juego, el partido se definió en una tanda de tiros penales, donde Ricardo Pereira detuvo 3 de los 4 tiros. La definición terminó 3:1 a favor de los lusitanos, luego de que Cristiano Ronaldo marcara el penalti decisivo.
La semifinal fue disputada ante Francia, que había mejorado notablemente su juego durante el desarrollo del torneo. Portugal se vio absolutamente superado y no pudo derrotar a los franceses, que clasificaron a la final tras un penal anotado por Zinedine Zidane. En la definición del tercer puesto, los portugueses intentaron imitar la histórica participación de Eusébio en la Copa Mundial de Fútbol de 1966, pero fueron derrotados fácilmente por Alemania. Así, Portugal obtuvo el cuarto lugar del torneo.

## Clasificación

### Grupo 3
| Pos. | Equipo        | Pts. | PJ | G | E | P  | GF | GC | Dif. | Clasificación |     | POR | SVK | RUS | EST | LAT | LIE | LUX |
| ---- | ------------- | ---- | -- | - | - | -- | -- | -- | ---- | ------------- | --- | --- | --- | --- | --- | --- | --- | --- |
| 1    | Portugal      | 30   | 12 | 9 | 3 | 0  | 35 | 5  | +30  | Clasificado   |     | —   | 2–0 | 7–1 | 4–0 | 3–0 | 2–1 | 6–0 |
| 2    | Eslovaquia    | 23   | 12 | 6 | 5 | 1  | 24 | 8  | +16  | Segunda Ronda |     | 1–1 | —   | 0–0 | 1–0 | 4–1 | 7–0 | 3–1 |
| 3    | Rusia         | 23   | 12 | 6 | 5 | 1  | 23 | 12 | +11  |               |     | 0–0 | 1–1 | —   | 4–0 | 2–0 | 2–0 | 5–1 |
| 4    | Estonia       | 17   | 12 | 5 | 2 | 5  | 16 | 17 | −1   |               | 0–1 | 1–2 | 1–1 | —   | 2–1 | 2–0 | 4–0 |     |
| 5    | Letonia       | 15   | 12 | 4 | 3 | 5  | 18 | 21 | −3   |               | 0–2 | 1–1 | 1–1 | 2–2 | —   | 1–0 | 4–0 |     |
| 6    | Liechtenstein | 8    | 12 | 2 | 2 | 8  | 13 | 23 | −10  |               | 2–2 | 0–0 | 1–2 | 1–2 | 1–3 | —   | 3–0 |     |
| 7    | Luxemburgo    | 0    | 12 | 0 | 0 | 12 | 5  | 48 | −43  |               | 0–5 | 0–4 | 0–4 | 0–2 | 3–4 | 0–4 | —   |     |

 Fuente: 

## Jugadores
Datos corresponden a situación previo al inicio del torneo
| #     | Nombre              | Posición      | Edad | PJ Sel | Club                |
| ----- | ------------------- | ------------- | ---- | ------ | ------------------- |
| 1     | Ricardo             | Portero       | 30   | 49     | Sporting de Lisboa  |
| 2     | Paulo Ferreira      | Defensa       | 27   | 30     | Chelsea             |
| 3     | Caneira             | Defensa       | 27   | 14     | Valencia            |
| 4     | Ricardo Costa       | Defensa       | 25   | 3      | Porto               |
| 5     | Fernando Meira      | Defensa       | 28   | 30     | Stuttgart           |
| 6     | Costinha            | Mediocampista | 31   | 44     | Dinamo Moscú        |
| 7     | Luís Figo           | Mediocampista | 33   | 120    | Inter de Milán      |
| 8     | Armando Petit       | Mediocampista | 29   | 36     | Benfica             |
| 9     | Pauleta             | Delantero     | 33   | 82     | Paris Saint-Germain |
| 10    | Hugo Viana          | Mediocampista | 23   | 21     | Valencia            |
| 11    | Simão Sabrosa       | Mediocampista | 26   | 43     | Benfica             |
| 12    | Quim                | Portero       | 30   | 24     | Benfica             |
| 13    | Miguel              | Defensa       | 28   | 16     | Valencia            |
| 14    | Nuno Valente        | Defensa       | 31   | 23     | Everton             |
| 15    | Luís Boa Morte      | Delantero     | 28   | 24     | Fulham              |
| 16    | Ricardo Carvalho    | Defensa       | 28   | 24     | Chelsea             |
| 17    | Cristiano Ronaldo   | Delantero     | 21   | 32     | Manchester United   |
| 18    | Maniche             | Mediocampista | 28   | 31     | Chelsea             |
| 19    | Tiago Mendes        | Mediocampista | 25   | 22     | Olympique de Lyon   |
| 20    | Deco                | Mediocampista | 28   | 34     | Barcelona           |
| 21    | Nuno Gomes          | Delantero     | 29   | 53     | Benfica             |
| 22    | Paulo Santos        | Portero       | 33   | 1      | Sporting Braga      |
| 23    | Hélder Postiga      | Delantero     | 23   | 24     | Saint-Étienne       |
| D. T. | Luiz Felipe Scolari |               |      |        |                     |

## Participación

### Enfrentamientos previos
| Fecha                   | Lugar      |          |                     | Resultado |                           |                   |
| ----------------------- | ---------- | -------- | ------------------- | --------- | ------------------------- | ----------------- |
| 12 de noviembre de 2005 | Coímbra    | Portugal | Bandera de Portugal | 2:0 (1:0) | Bandera de Croacia        | Croacia           |
| 15 de noviembre de 2005 | Belfast    | Portugal | Bandera de Portugal | 1:1 (1:0) |                           | Irlanda del Norte |
| 1 de marzo de 2006      | Düsseldorf | Portugal | Bandera de Portugal | 3:0 (2:0) | Bandera de Arabia Saudita | Arabia Saudita    |
| 27 de mayo de 2006      | Évora      | Portugal | Bandera de Portugal | 4:1 (2:1) | Bandera de Cabo Verde     | Cabo Verde        |
| 3 de junio de 2006      | Metz       | Portugal | Bandera de Portugal | 3:0 (0:0) | Bandera de Luxemburgo     | Luxemburgo        |

### Primera fase
| Equipo   | Pts | PJ | PG | PE | PP | GF | GC | Dif |
| -------- | --- | -- | -- | -- | -- | -- | -- | --- |
| Portugal | 9   | 3  | 3  | 0  | 0  | 5  | 1  | 4   |
| México   | 4   | 3  | 1  | 1  | 1  | 4  | 3  | 1   |
| Angola   | 2   | 3  | 0  | 2  | 1  | 1  | 2  | -1  |
| Irán     | 1   | 3  | 0  | 1  | 2  | 2  | 6  | -4  |

| 11 de junio de 2006, 21:00 | Angola | 0:1 (0:1) | Portugal   | RheinEnergieStadion, Colonia                                          |                                                                       |
|                            |        | Reporte   | Pauleta 4' | Asistencia: 45.000 espectadores Árbitro(s): Jorge Larrionda (Uruguay) | Asistencia: 45.000 espectadores Árbitro(s): Jorge Larrionda (Uruguay) |

| 17 de junio de 2006, 15:00 | Portugal                      | 2:0 (0:0) | Irán | Waldstadion, Fráncfort                                            |                                                                   |
|                            | Deco 63' · Ronaldo 80' (pen.) | Reporte   |      | Asistencia: 44.000 espectadores Árbitro(s): Eric Poulat (Francia) | Asistencia: 44.000 espectadores Árbitro(s): Eric Poulat (Francia) |

| 21 de junio de 2006, 16:00 | Portugal                      | 2:1 (2:1) | México      | Arena AufSchalke, Gelsenkirchen                                       |                                                                       |
|                            | Maniche 6' · Simão 24' (pen.) | Reporte   | Fonseca 29' | Asistencia: 52.000 espectadores Árbitro(s): Lubos Michel (Eslovaquia) | Asistencia: 52.000 espectadores Árbitro(s): Lubos Michel (Eslovaquia) |

### Octavos de final
| 25 de junio de 2006, 21:00 | Portugal    | 1:0 (1:0) | Países Bajos | Frankenstadion, Núremberg                                           |                                                                     |
|                            | Maniche 23' | Reporte   |              | Asistencia: 41.000 espectadores Árbitro(s): Valentín Ivanov (Rusia) | Asistencia: 41.000 espectadores Árbitro(s): Valentín Ivanov (Rusia) |

### Cuartos de final
| 1 de julio de 2006, 17:00 | Inglaterra                                 | 0:0 (t. s.)(1:3 p.)        | Portugal                                          | Veltins-Arena, Gelsenkirchen                                 |                                                              |
|                           |                                            | Reporte                    |                                                   | Asistencia: 52.000 espectadores Árbitro(s): Horacio Elizondo | Asistencia: 52.000 espectadores Árbitro(s): Horacio Elizondo |
|                           |                                            | Tiros desde el punto penal |                                                   |                                                              |                                                              |
|                           | Lampard · Hargreaves · Gerrard · Carragher |                            | Simão · Hugo Viana · Petit · Postiga · C. Ronaldo |                                                              |                                                              |

### Semifinales
| 5 de julio de 2006, 21:00 | Portugal | 0:1 (0:1) | Francia           | Est. de la Copa Mundial, Múnich                                       |                                                                       |
|                           |          | Reporte   | Zidane 33' (pen.) | Asistencia: 66.000 espectadores Árbitro(s): Jorge Larrionda (Uruguay) | Asistencia: 66.000 espectadores Árbitro(s): Jorge Larrionda (Uruguay) |

### Tercer lugar
| 8 de julio de 2006, 21:00 | Portugal       | 1:3 (0:0) | Alemania                                   | Gottlieb-Daimler-Stadion, Stuttgart |                                   |
|                           | Nuno Gomes 88' | Reporte   | Schweinsteiger 56', 78' · Petit 60' (a.g.) | Árbitro(s): Toru Kamikawa (Japón)   | Árbitro(s): Toru Kamikawa (Japón) |

### Participación de jugadores
| #  | Nombre            | Posición      | PJ | Min |   | Asist | Tiros  | Faltas |   |   |
| -- | ----------------- | ------------- | -- | --- | - | ----- | ------ | ------ | - | - |
| 2  | Paulo Ferreira    | Defensa       | 3  | 149 | 0 | 0     | 0      | 2-2    | 1 | 0 |
| 3  | Caneira           | Defensa       | 1  | 90  | 0 | 0     | 0      | 3-3    | 0 | 0 |
| 4  | Ricardo Costa     | Defensa       | 1  | 90  | 0 | 0     | 0      | 1-2    | 1 | 0 |
| 5  | Fernando Meira    | Defensa       | 7  | 660 | 0 | 0     | 2      | 6-11   | 0 | 0 |
| 6  | Costinha          | Mediocampista | 5  | 285 | 0 | 0     | 1      | 1-9    | 4 | 1 |
| 7  | Luís Figo         | Mediocampista | 7  | 528 | 0 | 3     | 8      | 23-10  | 1 | 0 |
| 8  | Armando Petit     | Mediocampista | 6  | 395 | 0 | 0     | 4      | 4-8    | 2 | 0 |
| 9  | Pauleta           | Delantero     | 6  | 430 | 1 | 1     | 11     | 0-3    | 1 | 0 |
| 10 | Hugo Viana        | Mediocampista | 2  | 55  | 0 | 0     | 2      | 0-1    | 0 | 0 |
| 11 | Simão Sabrosa     | Mediocampista | 7  | 411 | 1 | 1     | 8      | 14-14  | 0 | 0 |
| 13 | Miguel            | Defensa       | 6  | 511 | 0 | 0     | 2      | 4-7    | 1 | 0 |
| 14 | Nuno Valente      | Defensa       | 6  | 548 | 0 | 0     | 1      | 2-11   | 2 | 0 |
| 15 | Luís Boa Morte    | Mediocampista | 1  | 11  | 0 | 0     | 1      | 0-1    | 1 | 0 |
| 16 | Ricardo Carvalho  | Defensa       | 6  | 570 | 0 | 0     | 1      | 6-7    | 2 | 0 |
| 17 | Cristiano Ronaldo | Delantero     | 6  | 482 | 1 | 0     | 21     | 23-7   | 1 | 0 |
| 18 | Maniche           | Mediocampista | 7  | 565 | 2 | 0     | 18     | 3-6    | 2 | 0 |
| 19 | Tiago Mendes      | Mediocampista | 5  | 263 | 0 | 0     | 7      | 9-5    | 0 | 0 |
| 20 | Deco              | Mediocampista | 4  | 336 | 1 | 0     | 8      | 12-6   | 3 | 1 |
| 21 | Nuno Gomes        | Delantero     | 2  | 44  | 1 | 0     | 2      | 0-2    | 1 | 0 |
| 23 | Hélder Postiga    | Delantero     | 3  | 119 | 0 | 0     | 3      | 1-6    | 0 | 0 |
| #  | Nombre            | Posición      | PJ | Min |   | Prom. | Atajos | Faltas |   |   |
| 1  | Ricardo           | Portero       | 7  | 660 | 5 | 0,71  | 25     | 2-0    | 0 | 0 |
| 12 | Quim              | Portero       | 0  | 0   | 0 | 0     | 0      | 0-0    | 0 | 0 |
| 22 | Paulo Santos      | Portero       | 0  | 0   | 0 | 0     | 0      | 0-0    | 0 | 0 |